# Stiller (Film)
Stiller (internationaler englischsprachiger Titel I’m Not Stiller) ist ein Filmdrama von Stefan Haupt. Bei der deutsch-Schweizer Koproduktion handelt es sich um eine Verfilmung des gleichnamigen Romans von Max Frisch. Der Film mit Paula Beer, Albrecht Schuch, Sven Schelker, Marie Leuenberger, Max Simonischek und Stefan Kurt in den Hauptrollen feierte im Juni 2025 beim Filmfest München seine Premiere und soll im Oktober 2025 in die deutschen und Schweizer Kinos kommen.

## Handlung
In den 1950er Jahren. Während einer Zugreise durch die Schweiz wird ein US-Amerikaner, der einen auf den Namen James Larkin White ausgestellten Pass besitzt, an der Grenze festgenommen. Man glaubt er sei der vor sieben Jahren verschwundene Bildhauer Anatol Stiller, der wegen seiner Verwicklung in eine dubiose politische Affäre gesucht wird. White beharrt darauf, nicht Stiller zu sein. Um ihn zu überführen, bittet die Staatsanwaltschaft Stillers Frau Julika um Hilfe, doch auch sie kann ihn nicht eindeutig identifizieren.

## Literarische Vorlage
Der Film basiert auf dem Roman Stiller von Max Frisch, der 1954 im Suhrkamp-Verlag erschien, in 34 Sprachen übersetzt und millionenfach verkauft wurde. Stiller brachte Frisch den Durchbruch als Romanschriftsteller. Der Ich-Erzähler des Buchs, der sich James Larkin White nennt, wird verhaftet, weil man in ihm den verschollenen Bildhauer Anatol Stiller wiederzuerkennen glaubt. Auch sein Pflichtverteidiger Dr. Bohnenblust versucht ihm mit allen Mitteln zu beweisen, dass er der ist, der er nicht sein will. In dieser Situation wird ausgerechnet der Staatsanwalt zu Whites engsten Vertrauten und bald zu einem Freund. Staatsanwalt Rolf ist mit Stillers früherer Existenz verknüpft. Seine Frau Sibylle war es, mit der Stiller eine Affäre hatte, woran die junge Ehe beinahe zerbrach. Die Balletttänzerin Julika hatte mit Stiller eine schwierige Ehe geführt.
Frisch nimmt in Stiller in Zitaten Bezug auf Einflüsse aus Kultur und Literatur sowie auf seine Reiseerfahrungen in Mexiko und den USA. Der echte James Larkin White war ein US-amerikanischer Cowboy und Höhlenforscher, der als Erster die Carlsbad Caverns erforschte. Frisch hörte bei einem Besuch dieser im Oktober 1951 von ihm und übernahm seinen Namen als Ich-Erzähler seiner Geschichte. Auch in Jim White’s Own Story hatte er dessen Geschichte übernommen.

## Produktion

### Filmstab und Besetzung
„Was mich an dem Roman bis heute fasziniert, sind seine Fragen nach Identität, nach Selbst- und Fremdwahrnehmung. Die sind heute so aktuell wie damals.“

Regie führte der Schweizer Stefan Haupt, der gemeinsam mit Alexander Buresch auch für das Drehbuch verantwortlich zeichnete. Stiller ist Haupts siebter Spielfilm. Der Regisseur äußerte sich zu Frischs Vorlage, sein Roman fasziniere wegen der Fragen nach Identität und nach Selbst- und Fremdwahrnehmung bis heute: „Junge Leute kennen Frisch oft gar nicht mehr. Dennoch bin ich überzeugt, dass der Film auch ohne Kenntnis des Romans funktioniert.“ Haupt und Buresch verdichteten bei ihrer Arbeit die Erzählstruktur aus der Romanvorlage. Eine zentrale Idee sei es gewesen, die Hauptfigur doppelt zu besetzen und sowohl White, der Mann, der behauptet, nicht Stiller zu sein, als auch in Rückblenden den echten, jungen Stiller zu zeigen: "Diese Doppelung ist unsere filmische Antwort auf die Fragen nach der Identität im Roman", so Haupt.
Albrecht Schuch spielt den an der Grenze festgenommenen US-Amerikaner James Larkin White, Paula Beer Stillers Frau Julika und der Schweizer Theater- und Filmschauspieler Sven Schelker den jungen Anatol Stiller. Schuch und Beer standen bereits für die Fernsehserie Bad Banks gemeinsam vor der Kamera. Mit Schelker arbeitete Haupt bereits für Der Kreis zusammen. Bekannt ist er außerdem aus Hauptrollen in den Filmen wie Goliath von Dominik Locher und Nebenrollen in Filmen wie Das Verschwinden des Josef Mengele von  Kirill Serebrennikow. Der Schweizer Schauspieler Max Simonischek ist in der Rolle von Staatsanwalt Rolf zu sehen. In seinem Film Zwingli hatte Haupt mit ihm die Hauptrolle besetzt. Gabriel Raab spielt Dr. Bretscher und Marius Ahrendt den Gefängniswärter Knobel. In weiteren Rollen sind Marie Leuenberger und Stefan Kurt zu sehen. Letzterer spielt Whites Pflichtverteidiger Dr. Bohnenblust. Das Casting übernahm Simone Bär.

### Filmförderung und Dreharbeiten
Der Film erhielt vom Deutschen Filmförderfonds eine Produktionsförderung in Höhe von rund 628.000 Euro, vom FilmFernsehFonds Bayern in Höhe von 750.000 Euro, von der Filmförderungsanstalt in Höhe von 350.000 Euro und von der Medien- und Filmgesellschaft Baden-Württemberg in Höhe von 80.000 Euro.
Die Dreharbeiten fanden von Ende Oktober 2023 bis Mitte Dezember 2023 im Schweizer Davos, in Zürich, in München, im bayrischen Nördlingen und der nahegelegenen Gemeinde Penzing statt. Dem Regisseur war es wichtig, Zürcher Schauplätze wie das Grossmünster, der Lindenhof und das Zürichhorn am See zu zeigen. Als Kameramann fungierte Michael Hammon, mit dem Haupt bereits für Zwingli zusammenarbeitete.

### Filmmusik und Veröffentlichung
Die Originalmusik stammt von David Hohl, ergänzt durch Kompositionen von Richard Ruzicka.
Der erste Trailer wurde Ende Mai 2025 vorgestellt. Die Premiere des Films fand am 30. Juni 2025 beim Filmfest München statt. Im September, Oktober 2025 wird er beim Zurich Film Festival vorgestellt. Der Kinostart in der Schweiz ist am 16. Oktober 2025 geplant, in Deutschland am 30. Oktober 2025.

## Auszeichnungen
Filmfest München 2025
- Nominierung im Wettbewerb Cinecopro[7]